# Mesosemia mamilia
Mesosemia mamilia is een vlindersoort uit de familie van de prachtvlinders (Riodinidae), onderfamilie Riodininae.
Mesosemia mamilia werd in 1870 beschreven door Hewitson.